# Ali Larter
Pour les articles homonymes, voir Larter.
Alison Elizabeth Larter, dite Ali Larter, est une actrice, mannequin et productrice américaine, née le 28 février 1976 à Cherry Hill (New Jersey).

## Biographie

### Enfance et formation
Ali Larter est la fille de Margaret et Danforth Larter, respectivement agent immobilier et camionneur. Elle étudie au collège Carusi avant de poursuivre ses études à la Cherry Hill High School West (en) dans le New Jersey. Cependant, elle ne termine pas ses études car elle commence sa carrière de mannequin à l'âge de 13 ans. En effet, ancien garçon manqué, elle signe un contrat avec l'agence de mannequin Ford à New York. Accompagnée de sa mère jusqu’à ses 18 ans, elle voyage à travers le monde : elle rencontre notamment Amy Smart, les deux aspirantes actrices se lient d'amitié, elles emménagent un temps ensemble et finit par s'installer à Los Angeles afin d'y étudier la comédie.

### Débuts dans des productions pour adolescents
Ses premières interventions se font sur le petit écran : Entre 1996 et 1997, elle apparaît dans les séries télévisées Susan, Voila !, Chicago Hope et Nés à Chicago. Parallèlement à ses tournages, elle pose en couverture du magazine Esquire pour un article sur la prétendue modèle nommée Allegra Coleman (en), qui dénonce les travers d'Hollywood, un canular qui permet à l'actrice de faire la rencontre de son manager et de signer avec la prestigieuse agence IMG Models.
En 1998, elle décroche un petit rôle dans la série Dawson, qui rencontre un franc succès sur les chaînes The WB et TF1, la série raconte les problèmes et les premiers émois sentimentaux et sexuels des adolescents. L'année d'après, elle retrouve James Van Der Beek pour son premier rôle au cinéma dans le film qui dénonce les dérives du sport scolaire aux États-Unis, American Boys. Elle partage également l'affiche avec sa proche amie Amy Smart qui l'a convaincue de se présenter au casting. Doté d'un budget de 16 millions de dollars, ce premier essai est couronné de succès, le film récolte près de 53 millions de dollars de recettes.
Bien décidée à poursuivre sur sa lancée, l'actrice abandonne un temps le petit écran pour se consacrer au cinéma. En 1999, elle enchaîne avec le tournage de deux autres productions, appartenant au genre teen movie : Giving It Up et Drive Me Crazy. Cette même année, elle fait partie du casting du film d'horreur La Maison de l'horreur avec Geoffrey Rush et Famke Janssen. Bien que le film soit démoli par les critiques, il est largement rentabilisé.

### Percée cinématographique et télévisuelle

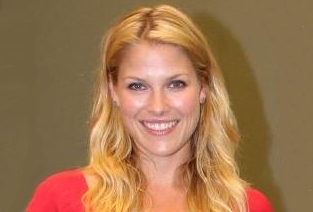
Lors de l'édition 2006 de la Comic-Con.

C'est en 2000, qu'Ali Larter acquiert à la notoriété publique grâce au blockbuster d'horreur Destination finale. Le film est un énorme succès commercial et permet à l'actrice d'être nommée lors des Blockbuster Entertainment Awards. Elle remporte le prix de la révélation féminine lors de la cérémonie des Young Hollywood Awards, qui récompense les jeunes artistes montants et prometteurs à Hollywood.
Forte de ce succès, Ali enchaîne les tournages : En 2001, elle rejoint Reese Witherspoon pour la comédie La Revanche d'une blonde qui est largement plébiscité autant par le public que par la critique et se retrouve aux côtés de Jason Mewes et Kevin Smith pour une autre comédie au succès, en revanche, plus modeste, Jay et Bob contre-attaquent. Puis, on la retrouve dans le film d'action American Outlaws aux côtés de Colin Farrell et Kathy Bates mais le film est une déception pour les critiques et un échec pour le public. Cette même année, on la retrouve au théâtre pour une version moderne de la pièce Les Monologues du vagin.
En 2003, elle retrouve le rôle de Claire Rivers pour Destination finale 2, le film ne réitère pas le succès du premier volet mais il est, tout de même, largement rentabilisé. L'année d'après, elle joue dans le thriller Kidnapping (Three Way) avec Dominic Purcell, popularisé grâce à son rôle de Lincoln Burrows dans la série Prison Break. À noter que l'actrice fait ses débuts en tant que productrice pour ce film accueilli tièdement par le public. Elle renoue avec le petit écran pour le lancement de la série télévisée Entourage, elle apparaît dans le premier épisode et joue son propre rôle.
En 2005, elle enchaîne sur la comédie romantique Sept Ans de séduction avec Ashton Kutcher, qui séduit les critiques spécialisées et réussit à être rentabilisé, essentiellement grâce à ses performances au niveau mondial. Elle est aussi à l'affiche du thriller dramatique indépendant, Confess, élu Meilleur film lors du Festival international du film des Hamptons.

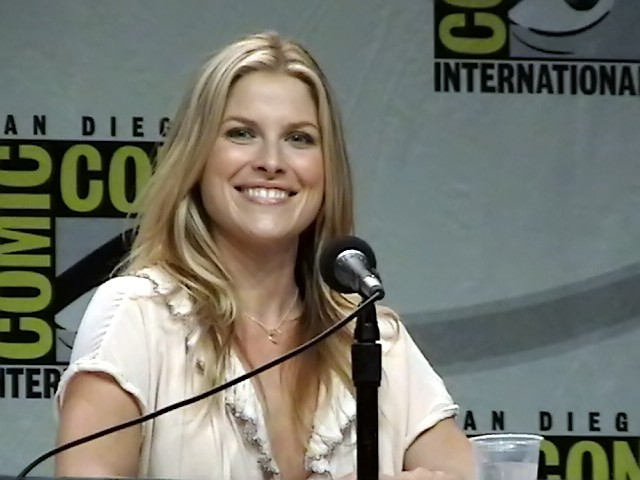
Ali Larter au Comic Con de 2007 pour la promotion de Resident Evil: Extinction.

En 2006, elle est au casting de la comédie potache, très mal reçue, Homo Erectus, sorte de version américaine du film français RRRrrrr!!!.
Cette année-là, Ali Larter décroche le double rôle de Niki Sanders/Jessica Sanders dans la série télévisée Heroes, créée par Tim Kring. À ses débuts, la série réalise de belles performances, nommée et récompensées à de prestigieuses cérémonies comme les People's Choice Awards, les Emmy Awards (l'équivalent des Oscars pour la télévision) et les Golden Globes. Elle est, encore aujourd'hui, considérée comme culte.
Pour son rôle de mutante, souffrant de trouble dissociatif de l'identité, l'actrice est également nommée et récompensée à plusieurs cérémonies : elle reçoit une citation au titre de meilleure actrice pour les Saturn Awards et les Teen Choice Awards  et repart lauréate pour les Gracie Allen Award (en) et les Scream Awards.
Ce succès lui permet aussi de décrocher un rôle dans une franchise cinématographique, Resident Evil. Elle prête ses traits à Claire Redfield dans le troisième volet des aventures de Milla Jovovich et Umbrella Corporation, Resident Evil: Extinction. Le blockbuster est un succès commercial et avoisine les 150 millions de recettes.

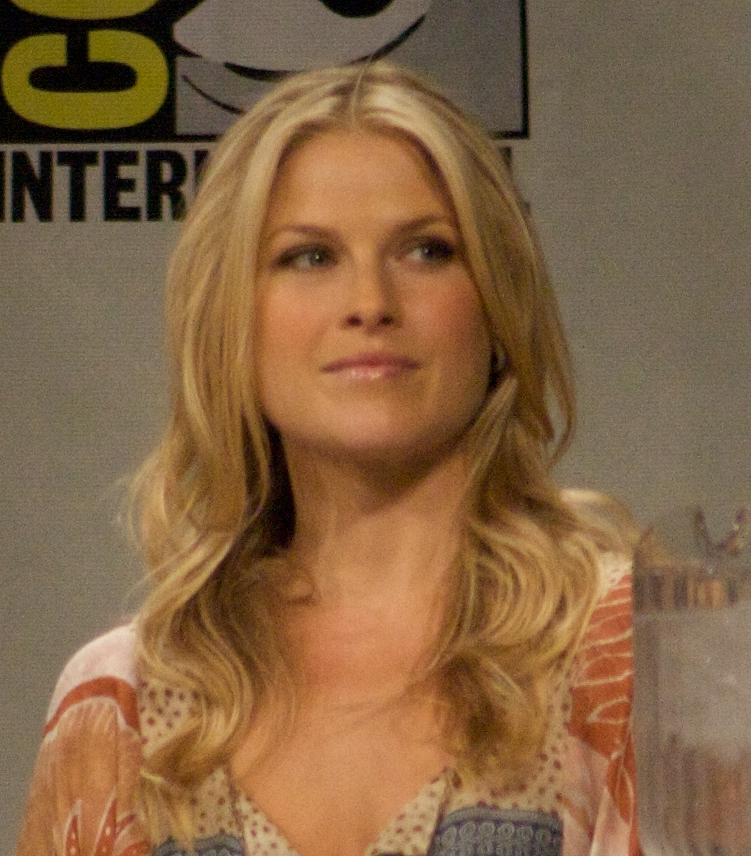
Ali Larter, au comic con de 2008, pour la présentation de la série télévisée Heroes.

Entre deux attaques de zombies, elle est à l'affiche du drame biographique Crazy (en) pour lequel l'actrice est récompensée du titre de meilleure actrice lors du Hoboken International Film Festival. Elle est aussi au casting du thriller sulfureux Obsessed aux côtés de Beyoncé Knowles. Ce film qui suit les mésaventures d'un couple tranquille harcelé par une intérimaire déséquilibrée, séduit le public mais divise en revanche la critique. Le duo d'actrices est d'ailleurs récompensée lors des MTV Movie Awards mais il est inversement nommé lors de la cérémonie parodique des Razzie Awards.

### Passage au second plan

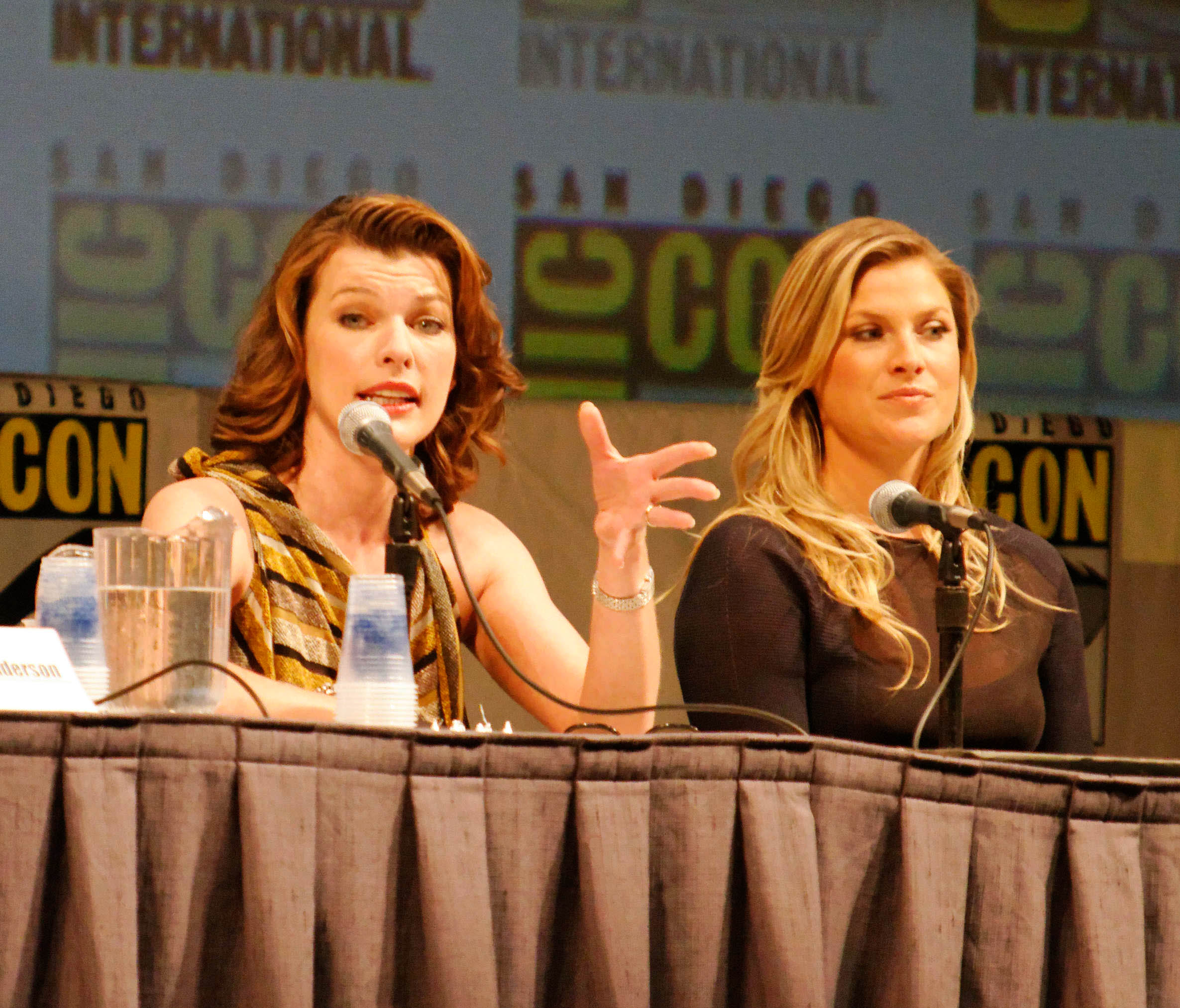
Milla Jovovich et Ali Larter, lors du Comic-Con de San Diego, en 2010, pour la promotion de Resident Evil: Afterlife.

L'année 2010 est marquée par l'arrêt de Heroes au bout de sa quatrième saison, à cause d'une forte érosion des audiences, mais aussi par la sortie du quatrième volet Resident Evil: Afterlife, qui est à ce jour, son plus gros succès au box office avec plus de 300 millions de dollars générés.
Elle est aussi fortement pressentie afin d'intégrer la distribution de Dallas, la suite du feuilleton du même nom, diffusé sur le réseau CBS entre 1978 et 1991, mais cela ne se concrétise pas.
En 2012, elle doit tenir la vedette d'une série développée par 20th Century Fox Television The Assets, mais le projet ne dépasse finalement pas le stade de pilote,. L'année d'après, elle apparaît dans un épisode de la série The League.
L'année 2014 est marquée par son retour dans un rôle régulier : celui de la série fantastique Legends au profit d'un retour éventuel de l'actrice sous les traits de Tracy dans la mini-série Heroes Reborn, faisant suite à Heroes. Mais Legends est annulée au bout de la première saison, faute d'audiences satisfaisantes.
Cette même année, elle est à l'affiche de deux productions : elle partage l'affiche de la comédie indépendante Lovesick aux côtés de Matt LeBlanc, popularisé grâce à la série Friends et obtient un second rôle dans le drame Le Second Souffle tous deux modestement reçus par la critique.
En 2015, elle est la tête d'affiche du film d'horreur The Diabolical (en), sorti directement en DVD.  En 2016, elle fait son grand retour dans le dernier épisode de la saga Resident Evil intitulé Resident Evil : Chapitre Final, qui rencontre un franc succès au box office mondial.
Cette même-année, elle rejoint le casting de la série télévisée Pitch, un drama sportif qui retrace le parcours de la première femme championne de baseball à jouer en Major League. La série reçoit des critiques encourageantes mais la Fox prend la décision, en mai 2017, de ne pas renouveler le programme pour une seconde saison en raisons des audiences jugées insuffisantes.
Elle conclut donc l'année avec une petite apparition dans un épisode de la série télévisée comique Larry et son nombril. L'année suivante, elle rejoint, en tant que rôle récurrent, la seconde saison de la comédie d'ABC, Splitting Up Together et y joue l'intérêt amoureux d'Oliver Hudson. Puis, en 2019, pour la deuxième saison de la comédie policière The Rookie : Le flic de Los Angeles, la production engage Ali Larter et Harold Perrineau dans des rôles récurrents,,.

### Vie privée
Ali Larter est mariée à Hayes MacArthur (en) depuis le 1er août 2009. Elle a accouché le 20 décembre 2010, d'un garçon prénommé Theodore Hayes. Elle a annoncé le 9 août 2014 sur le plateau de l'émission The Tonight Show, qu'elle était enceinte de son deuxième enfant. Elle donne naissance à une fille, Vivienne Margaret, le 15 janvier 2015.
En 2017, Ali Larter se joint à une conférence organisée par le regroupement de planification familiale Planned Parenthood, qui milite en faveur de l'éducation sexuelle, l'accès aux soins de santé et la santé reproductive. Elle explique son engagement par son expérience personnelle, à ses 19 ans, l'actrice a eu recours aux services de santé offert par l'organisme.

## Filmographie

### Cinéma
- 1999 : American Boys (Varsity Blues) de Brian Robbins : Darcy Sears
- 1999 : Giving It Up de Christopher Kublan : Amber
- 1999 : Drive Me Crazy de John Schultz : Dulcie
- 1999 : La Maison de l'horreur de William Malone : Sara Wolfe
- 2000 : Destination finale de James Wong : Clear Rivers
- 2001 : La Revanche d'une blonde de Robert Luketic: Brooke Taylor Windham
- 2001 : American Outlaws de Les Mayfield : Zerelda « Zee » Mimms
- 2001 : Jay et Bob contre-attaquent de Kevin Smith : Chrissy
- 2003 : Destination finale 2 de David R. Ellis : Clear Rivers
- 2004 : Three Way de Scott Ziehl : Isobel Delano (également productrice associée)
- 2005 : Sept Ans de séduction de Nigel Cole : Gina
- 2005 : Confess (en) de Stefan C. Shaefer : Olivia Averill
- 2006 : Homo Erectus d'Adam Rifkin : Fardart
- 2006 : Marigold de Willard Carroll : Marigold Lexton
- 2007 : Resident Evil: Extinction de Russell Mulcahy : Claire Redfield
- 2007 : Crazy (en) de Rick Bieber : Evelyn Garland
- 2009 : Obsessed de Steve Shill : Lisa Sheridan
- 2010 : Resident Evil: Afterlife de Paul W. S. Anderson : Claire Redfield
- 2014 : Lovesick de Luke Matheny : Molly Kingston
- 2014 : Le Second Souffle de George C. Wolfe : Keely
- 2015 : The Diabolical (en) de Alistair Legrand : Madison
- 2016 : Resident Evil : Chapitre final de Paul W. S. Anderson : Claire Redfield
- 2021 : The Last Victim de Naveen A Chathapuram :  Susan
- 2022 : The Hater de Joey Ally : Victoria
- 2023 : The Man in the White Van de Warren Skeels : Hellen
- 2024 : Jeu de bouteille de Gavin Wiesen : Maura Randell

### Télévision

#### Séries télévisées
- 1996 : Susan : Maddie (saison 1, épisode 13)
- 1997 : Voila ! : Karey Burke (saison 2, épisode 16)
- 1997 : Chicago Hope : Samantha (saison 4, épisode 13)
- 1997 : Nés à Chicago : Angela (saison 1, épisode 11)
- 1998 : Dawson : Kristy Livingstone (saison 2, épisode 1 et 6)
- 2004 : Entourage : elle-même (saison 1, épisode 1)
- 2006 - 2010 : Heroes : Niki Sanders / Jessica Sanders (saison 1 à 2) / Tracy Strauss (saison 3 à 4) / (57 épisodes)
- 2012 : The Asset de Neil Burger : Anna King (pilote non retenu par 20th Century Fox Television[48])
- 2013 : The League : Georgia Thompson (saison 5, épisode 11)
- 2014 : Legends : Crystal McGuire (saison 1, 10 épisodes)
- 2016 : Pitch : Amelia Slater (saison 1, 10 épisodes)
- 2017 : Larry et son nombril : TV Détective (saison 9, épisode 9)
- 2018 - 2019 : Splitting Up Together : Paige (saison 2, 3 épisodes)
- 2019 - 2020 : The Rookie : Le flic de Los Angeles : Dr Grace Sawyer (saison 2)
- 2024 : Landman : Angela Norris

## Distinctions
Sauf indication contraire ou complémentaire, les informations mentionnées dans cette section proviennent de la base de données IMDb.

### Récompenses
- 2001 : Young Hollywood award de la meilleure révélation féminine dans un film d'horreur pour Destination Finale (2000) pour son rôle de Clear Rivers.
- 2007 : SyFy Genre Awards de la meilleure actrice de série télé dans un second rôle dans une série télévisée fantastique pour Heroes (2006-2010) pour le rôle de Niki Sanders / Jessica Sanders.
- 2008 : Gracie Allen Awards de la meilleure actrice dans un second rôle dans une série télévisée fantastique pour Heroes (2006-2010) pour le rôle de Niki Sanders / Jessica Sanders.
- 2008 : Hoboken International Film Festival de la meilleure actrice dans un drame pour Crazy (en) (2007).
- 2008 : SoCal Independent Film Festival de la meilleure actrice dans un second rôle dans un drame pour Crazy (en) (2007).
- 2010 : MTV Movie Awards de la meilleure baston partagé avec Beyoncé dans un thriller dramatique pour Obsessed (2009).

### Nominations
- 2001 : Blockbuster Entertainment Awards de la meilleure actrice dans un film d'horreur pour Destination Finale (2000) pour son rôle de Clear Rivers.
- 2007 : Scream Awards de la reine du hurlement dans une série télévisée fantastique pour Heroes (2006-2010) pour le rôle de Niki Sanders / Jessica Sanders.
- 2007 : Scream Awards de la super-héroïne sexy dans une série télévisée fantastique pour Heroes (2006-2010) pour le rôle de Niki Sanders / Jessica Sanders.
- 33e cérémonie des Saturn Awards 2007 : Meilleure actrice dans un second rôle dans une série télévisée fantastique pour Heroes (2006-2010) pour le rôle de Niki Sanders / Jessica Sanders.
- 10e cérémonie des Teen Choice Awards 2008 : Meilleure actrice dans une série télévisée fantastique pour Heroes (2006-2010) pour le rôle de Niki Sanders / Jessica Sanders.
- 11e cérémonie des Teen Choice Awards 2009 : Meilleur duo à l'écran partagée avec Beyoncé dans un thriller dramatique pour Obsessed (2009).
- 30e cérémonie des Razzie Awards 2010 : Pire actrice dans un second rôle dans un thriller dramatique pour Obsessed (2009).

## Voix françaises
En France, Caroline Maillard, est la voix française la plus régulière d'Ali Larter. Olivia Dalric, Sylvie Jacob et Laurence Dourlens l'ont également doublée à deux et trois reprises chacune.
Au Québec, Lisette Dufour est la voix québécoise régulière de l'actrice. Anne Bédard  l'a doublée à trois reprises.

### En France
| - Caroline Maillard, dans : - Heroes (série télévisée) - Homo Erectus - The League (série télévisée) - Obsessed - Legends (série télévisée) - The Last Victim - Olivia Dalric, dans : - Resident Evil : Extinction - Resident Evil : Afterlife - Resident Evil : Chapitre Final | - Sylvie Jacob dans : - Destination finale - Destination finale 2 - Laurence Dourlens dans : - La Revanche d'une blonde - The Rookie : Le Flic de Los Angeles (série télévisée) - Sybille Tureau dans Dawson (série télévisée) - Nathalie Régnier dans La Maison de l'horreur - Colette Sodoyez (Belgique) dans Sept Ans de séduction - Ingrid Donnadieu dans Landman (série télévisée) |

### Au Québec
| - Lisette Dufour dans : - Destination ultime - Destination ultime 2 - Resident Evil : L'Extinction - Resident Evil : L'Au-Delà - Resident Evil : L'ultime chapitre - Anne Bédard dans : - La Maison de la colline hantée - Blonde et légale - Jay et Bob contre-attaquent | - Christine Bellier dans Les pros du collège - Christine Séguin dans Fais-moi craquer - Geneviève Angers dans Hors-la-loi américains - Rafaëlle Leris dans Un amour comme ça - Camille Cyr-Desmarais dans Obsédée |